# The Rocky Horror Glee Show
«The Rocky Horror Glee Show» es el quinto episodio de la segunda temporada de la serie de televisión Glee, y el vigésimo séptimo de su cómputo total. Fue dirigido por Adam Shankman y escrito por Ryan Murphy, creador de la serie, a partir de una historia concebida por él mismo y Tim Wollaston. La trama del episodio se centra en la producción de un musical escolar por parte del coro New Directions como tributo a la obra The Rocky Horror Show (1973), con elementos de su adaptación cinematográfica The Rocky Horror Picture Show (1975). Mientras la entrenadora de los animadores Sue Sylvester (Jane Lynch) intenta sabotear la producción, el director del coro Will Schuester (Matthew Morrison) trata de volver a acercarse sentimentalmente a Emma Pillsbury (Jayma Mays), y los miembros del coro Finn (Cory Monteith) y Sam (Chord Overstreet) hacen frente a sus problemas con la imagen corporal.
Algunos elementos de Rocky Horror, como el vestuario y la letra de las canciones, fueron suavizados para el episodio y el creador del musical, Richard O'Brien, expresó su decepción ante la dilución de los temas musicales. Los siete temas del musical que fueron versionados por el reparto de Glee para el episodio se lanzaron una semana antes de su estreno televisivo en un extended play bajo el título Glee: The Music, The Rocky Horror Glee Show. Este alcanzó la posición seis de la lista estadounidense de éxitos Billboard 200 y marcó el peor debut y las ventas más bajas para el reparto de Glee en Estados Unidos, aunque es la posición más alta que un álbum sobre Rocky Horror ha ocupado. Las versiones recibieron comentarios de calidad variada por parte de la crítica, especialmente la interpretación de «Time Warp», que, por un lado, recibió una máxima puntuación (un A+) por parte de Tim Stack de Entertainment Weekly y, por otro, Matt Zoller Seitz de Slant Magazine la describió como «muy posiblemente la más pobre» y «la más insulsa» que él había visto.
Fue emitido originalmente el 26 de octubre de 2010 en Estados Unidos por la cadena Fox y fue visto por un promedio de 11,76 millonres de espectadores, con una cuota de pantalla de 4,9/13 dentro de la franja demográfica 18-49. Recibió comentarios de calidad variada por parte de la crítica especializada. Erica Futterman de Rolling Stone consideró a «The Rocky Horror Glee Show» como el mejor episodio temático de Glee hasta esos momentos, mientras que Todd VanDerWerff de The A. V. Club lo describió como la peor hora que la serie ha producido.

## Argumento
El episodio comienza mostrando los labios de Santana (Naya Rivera) cantando «Science Fiction/Double Feature». Luego vemos a New Directions presentando «There's a Light (Over At The Frankenstein Place)», pero Carl (John Stamos) interrumpe diciéndole a Will (Matthew Morrison) que ambos tenían un trato: Will no avanzaría con Emma (Jayma Mays), mientras él estuviera con ella. Will se queda congelado en una mueca extraña, y la voz de Will comienza a narrar, preguntándose cómo llegó a esa situación, y dice que para entenderlo, debemos ver los eventos que se comenzaron a suceder unos días atrás.
Entonces vemos a Will llegando a la sala de profesores con su almuerzo y se sienta en la mesa donde estaba Emma, y para sorpresa de Will, ella estaba comiendo su sándwich sin haberle quitado los bordes, como siempre hizo. Ella le revela que Carl la llevó a ver The Rocky Horror Picture Show, lo cual cambió todo para ella. Will le dice que el coro casualmente hará un musical escolar en honor a The Rocky Horror Picture Show. Cuando él le dice esto a los chicos del coro, le entrega a cada uno un documento que deben firmar sus padres aprobando que sus hijos interpreten dicha obra, debido a que posee contenido que puede no ser apropiado para chicos de su edad. Luego de esto comienzan a repartir los roles que interpretará cada uno. Rachel (Lea Michele) es la primera en hablar, y dice que ella y Finn (Cory Monteith) harán los papeles principales. Luego vemos a Sue (Jane Lynch) en su segmento televisivo titulado "El Rincón de Sue". Volvemos a ver a los chicos del coro practicando, esta vez «Damn It Janet», y cuando Finn se entera de que en una de sus escenas tiene que estar en ropa interior, se siente muy incómodo. Santana y otras chicas atacan a Finn haciéndolo inseguro de su cuerpo, recriminándole que todos los chicos las hacen sentir así todo el tiempo, y no ven por qué ellas no pueden hacer lo mismo. De hecho, Santana menciona que unos minutos atrás, en el pasillo del colegio, Artie  le dijo varias groserías relacionadas con el deseo del chico hacia los senos de ella. 
Luego Sue pasa por la oficina de Emma y ve a Carl enseñándole ropa interior de mujer de tipo erótica a Emma, ella piensa que están planeando algo sexual, pero luego Carl le explica que irán vestidos así a ver nuevamente la obra al cine, ahí es cuando Sue idea que Carl haga una audición para aparecer en la obra que New Directions presentará, para el disgusto de Will. Carl interpreta «Hot Patootie – Bless My Soul», Sue le dice que la audición era para el doctor Frank-N-Furter y no para Eddie, de ese modo Mercedes decide levantarse y decir que será ella quien interprete al doctor Frank, entonces Sue dice irónicamente a Will que encontró a su Doctor, y al mismo tiempo a Eddie.
Posteriormente, Finn habla de su inseguridad en los vestuarios con Sam (Chord Overstreet) y Artie (Chord Overstreet) , a lo cual Sam no deja de recalcar que ama su cuerpo y que se ve a sí mismo como alguien muy sexy, y luego comparte consejos sobre el cuidado de la apariencia con Finn. Llega el momento de presentare con el vestuario correspondiente, interpretan «Sweet Transvestite», pero es Sam quien después de ver cómo le quedaban los bóxer dorados que usaba la bestia “Rocky Horror”, decide no salir en la obra por vergüenza a que los demás lo vean así, y al mismo tiempo lo vean prácticamente casi desnudo. Luego se ve a Will y Emma cantando «Touch-a, Touch-a, Touch-a, Touch Me». Finn para dejar su inseguridad atrás, decide caminar por los pasillos del secundario vistiendo solamente calzoncillos, para sorpresa de todos. Ante esto, el director Figgins cita a Finn en su oficina y Will también está allí. El Director plantea que lo mejor es suspender a Finn por un mes, y le dice que además tendrá que asistir a la escuela de verano por ese mes perdido de clases, argumentando que lo que hizo fue grave, ya que 9 alumnos están en terapia psicológica luego de haberlo visto. Will logra convencer a Figgins de que no suspenda a Finn. Es ahí en donde Will llega al punto de inicio mostrando a un Carl enojado pidiéndole que no moleste a su novia Emma.
Hacia el final del episodio, Sue hace que Will se dé cuenta que está haciendo la obra escolar por intereses propios: para pasar más tiempo con Emma. Por lo tanto, decide cancelar la obra, ya que probablemente les iba a causar más disgustos que alegrías debido al alto contenido sexual de la misma. Sin embargo, le dice a los chicos que este musical es sobre aceptarse a sí mismos y sobre trascender los límites restrictivos preestablecidos mediante la expresión artística, y por lo tanto, decide que harán la obra, pero sin público, solo para ellos mismos. Enseguida luego de esto vemos a New Directions interpretando «The Time Warp» en el auditorio.

## Producción
Los actores sin experiencia teatral que audicionaron para obtener un papel en Glee tuvieron que demostrar su capacidad para actuar, cantar y bailar. Jayma Mays, elegida para interpretar un papel que no incluía parte musical, la consejera estudiantil Emma Pillsbury, se vio forzada, aun así, a interpretar «Touch-a, Touch-a, Touch-a, Touch Me» de la película The Rocky Horror Picture Show. En abril de 2009 Murphy declaró a Los Angeles Times que le gustaría que Jayma Mays interprera dicho tema en Glee. En una entrevista para The Advocate realizada unos meses después, en octubre, el miembro del reparto Chris Colfer eligió a «The Time Warp» como la canción que más les gustaría llevar a cabo en la serie y sugirió la posibilidad de realizar un episodio especial de Halloween en el que él y sus compañeros fueran personajes de Rocky Horror. El actor reiteró su deseo de realizar «The Time Warp» en la Convención Internacional de Cómics de San Diego (California) celebrada en 2010, lo que llevó a Ryan Murphy a revelar que un episodio de Glee dedicado a Rocky Horror estaba previsto para la segunda temporada de la serie. En la gira de prensa que la Television Critics Association celebró en el verano de 2010, Murphy anunció que dirigiría el episodio y que Adam Shankman sería el director de uno de los diez primeros de la temporada. En septiembre de 2010, el propio Shankman reveló por medio del sitio web Twitter que finalmente él sería el encargado de dirigir el episodio sobre Rocky Horror y dijo sobre la película que «si bien se sube de tono, es perfecta para Glee porque todos ellos, en teoría, se sienten inadaptados».
Algunos elementos de Rocky Horror fueron suavizados para el episodio, y Shankman dijo que se solicitó con el fin de hacer la producción más pública y apropiada. Stamos se fijó inicialmente para jugar el papel del Dr. Frank-N-Furter, pero el papel fue criticado para el actor por los usuarios seguidores de la serie. Los disfraces utilizados en el episodio se inspiraron en el musical Rocky Horror, pero fueron adaptados para el elenco de Glee y costaron más de $30.000 dólares, La ropa interior de oro laminado ajustada usada por Pedro Hinwood en la película 1975 fueron reemplazados por pantalones cortos dorados para Overstreet, luego de que los guionistas vieron que Overstreet en ropa interior ajustada como la de Hinwood sería muy erótico, ya que el actor es musculoso y posee grandes atributos físicos, y se suponía que sería un joven normal, más bien un estudiante de secundaria sin mayores atributos. Respecto al vestuario de Amber Riley como el doctor Frank, fue para la diseñadora de vestuario Lou Eyrich un reto, ya que seleccionar vestuario aceptable para una serie en horario estelar no era fácil. Para atraer a los espectadores más jóvenes, Eyrich actualizo el traje usado por Chris Colfer como Riff Raff, reemplazándolo por zapatos normales sin taco, además de una camisa sin abertura, pantalones negros, todo esto de la empresa J.Crew. El vestuario de Lea Michele como Janet fue similar al guardarropa regular de Rachel, Eyrich comento "Ella era perfecta para Janet".
Barry Bostwick y Meat Loaf, dos de los miembros del reparto de The Rocky Horror Picture Show, participaron como estrellas invitadas en el episodio. El primero consideró sus apariciones como cameos, aunque sugirió que su personaje podría volver a la serie en el futuro y participar con Sue. Susan Sarandon dijo a People que estaba abierta a aparecer en el episodio, afirmando que ella se sentía halagada por el homenaje previsto por Glee.

## Recepción

### Índices de audiencia
«The Rocky Horror Glee Show» fue visto por una media de 11,76 millones de espectadores durante su emisión original en Estados Unidos, con una cuota de pantalla de 4,9/13 dentro de la franja demográfica 18-49. Con dicho dato, la serie consiguió situarse como líder de la noche de los martes en la franja demográfica mencionada por quinta vez consecutiva desde que inició su segunda temporada y en la quinta posición de la clasificación semanal. Teniendo en cuenta el total de espectadores, «The Rocky Horror Glee Show» se situó en la vigésima posición de la clasificación semanal de audiencias. Tanto la audiencia global como la cuota de pantalla aumentaron con respecto al episodio anterior, «Duets», que fue visto por 11,36 millones de espectadores y obtuvo una cuota de 4,7/13 en la franja demográfica 18-49.
En Canadá, el episodio fue visto por 2,48 millones de espectadores, ocupando el cuarto lugar de la semana. En Australia, el episodio atrajo 1,337 millones de espectadores, lo que puso a Glee como el quinto show más visto de la noche y el de mayor sintonía con espectadores menores de 50 años. En el Reino Unido, este episodio fue visto por 1,38 millones de espectadores, haciendo Glee la audiencia más grande de varios canales de la noche.

### Críticas
El episodio recibió críticas mixtas de los críticos. Jarett Wieselman del New York Post lo consideró un «éxito breve» que satisfase a los admiradores de Rocky Horror sin ser un «homenaje sobre el amor al homenaje» como el episodio homenaje Britney Spears «Britney/Brittany». Jenna Mullins de E! Online comentó que si bien anteriores tributos de Glee habían sido criticados por su enfoque en los números musicales, en prejuicio de la trama, "The Rocky Horror Show Glee" era una historia basada en los personajes y permitió «brillar más que en el canto y el baile». Este sentimiento fue compartido por Jessica Derschowitz de CBS News, quien observó que los episodios de Glee de homenajes normalmente sirven como bajones en lugar de fomentar la trama general. Por el contrario sentía a «"The Rocky Horror Glee Show" rendir homenaje al clásico de culto, incorpora las canciones y encajan bien en historias de la temporada». Stack también comparo el episodio favorablemente con «Britney/Brittany», que goza del elemento musical y alabando a la elección de la producción debido a las similitudes temáticas entre Rocky Horror y Glee. Elogió el enfoque en las cuestiones de la imagen corporal masculina, resulta refrescante para un programa estudiar la objetivación de los hombres. Robert Canning de IGN lo calificó con 8.5 de 10, lo que significa un gran episodio. En su opinión, Rocky Horror era «perfecto» para Glee, aunque criticó la caracterización de Will, observando que si bien fue el centro moral de la serie, que se presenta ahora como algo egoísta y un «educador terrible». En contraste, Lisa Respers de CNN Francia, disfrutó del episodio y de la profundidad adicional que llevó a la voluntad y sus sentimientos por Emma, así como Finn y sus problemas de imagen corporal.
Lisa de Moraes de The Washington Post encontró inicialmente el foco en los adultos un cambio aceptable, pero sintió que sus historias se convirtieron rápidamente complicadas. Benigno igualmente comentó que le gustaba menos como el episodio iba avanzando, considerando que en general, «Asustaba, incómoda, de sabor ligeramente pobre, pero bien intencionado, y en última instancia, entretenida para ver bien por razones que no puedo expresar con palabras». Semigran sugirió que el episodio era «un paso en falso raro para Glee», cuestiono la resolución, que se encontró desarticulado, a pesar de que disfrutó de la cameos de Bostwick y Meat Loaf, comentó que sus funciones eran algo «desechables». Reiter también cuestionó el final, declarando que no estaba claro el mensaje que los creadores estaban tratando de transmitir. Al igual que con Stack, Reiter encontró que la historia hacia una objetivación masculina refrescante, pero se mostró decepcionado con el episodio en general. A pesar de llamar a Glee y Rocky Horror «un encuentro particularmente prometedor», Reiter sintió el episodio viciado a través de su saneamiento.
VanDerWerff dio al episodio una «F», calificándola como «la peor hora que ha producido este espectáculo», sentía que era demasiado ambiciosa, y criticó el enfoque de la voluntad, escribió que la historia de Emma hizo a uno de los personajes interesantes, en primer lugar, considerándola como una «confusa, un mensaje terrible, en especial en un episodio que parece haber una relación difícil con los marginados reales, transexuales». En su opinión, en el intento de eludir humor en torno al tema de los transexuales, el resultado final fue «más ofensivo que si el espectáculo había ignorado simplemente todo el asunto, para empezar». Matt Kane, gerente de medios de entretenimiento de la Alianza Gay y Lésbica contra la difamación, criticó el episodio por el uso del término peyorativo «transexual», resulta «especialmente alarmante», dado que la temporada de un episodio de «teatralidad» presenta una reacción negativa a la utilización de un insulto homofóbico. Kane también cuestionó la decisión de sustituir la letra «transexual» en «Sweet Transvestite» con «sensacional».

## Música

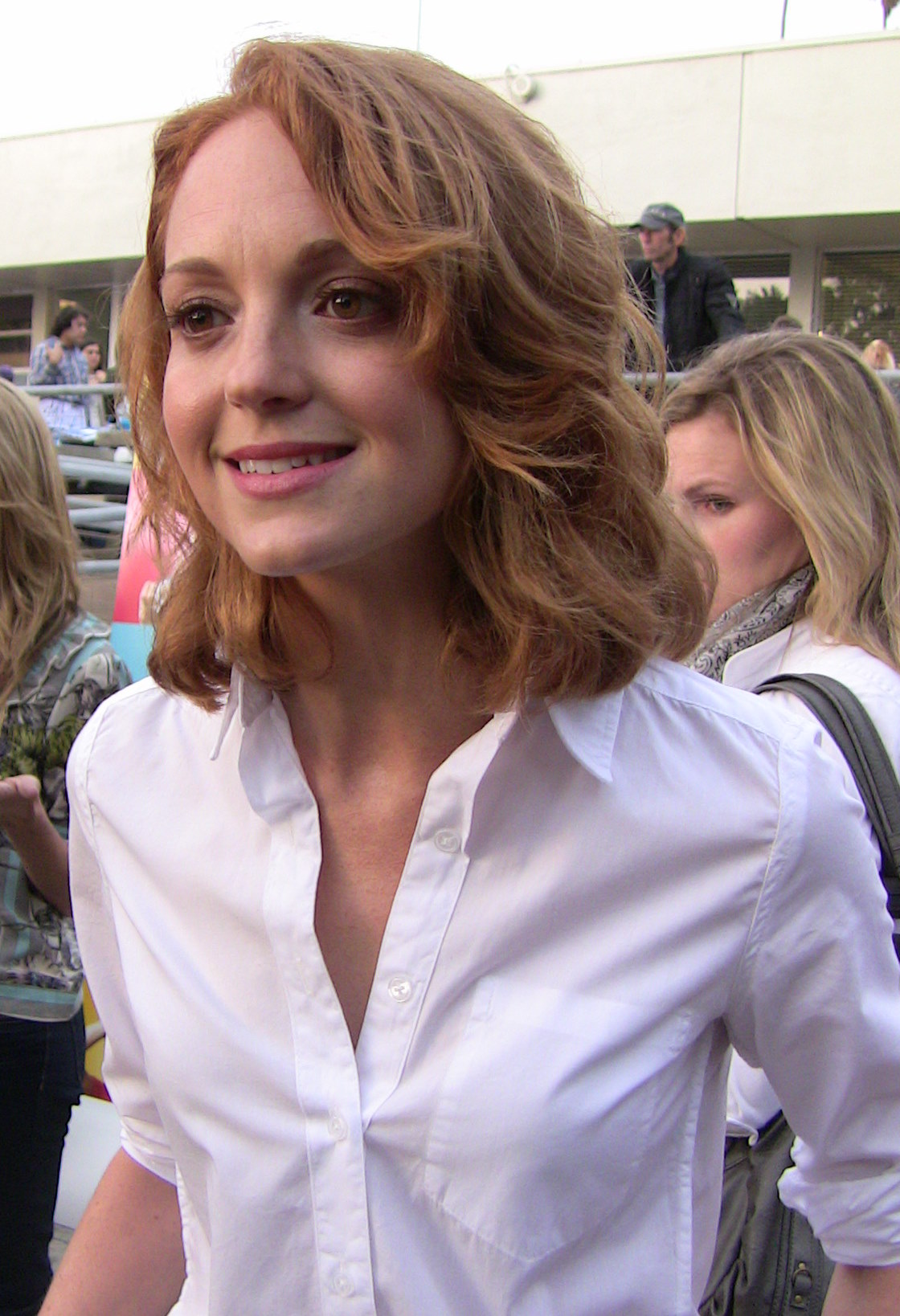
Jayma Mays (en la foto) realizó en este episodio su segunda actuación musical en Glee con «Touch-a, Touch-a, Touch-a, Touch Me». Este mismo tema fue interpretado por la actriz en su audición para la serie.

### Interpretaciones
En el episodio se interpretaron siete canciones de Rocky Horror. El número de apertura de «Science Fiction/Double Feature», interpretado por Rivera y representado por un par de labios rojos incorpóreos, reflejaba la apertura de The Rocky Horror Picture Show. La canción dio paso a un ensayo de «Over at the Frankenstein Place», que fue seguido por un ensayo de «Dammit Janet», el primero con Michele en la voz principal, y el segundo con Michele, Monteith, Colfer, Agron y Riley. La primera actuación vocal de Stamos para la serie fue una interpretación de «Hot Patootie». Al parecer, Stamos fingió estar enfermo para poder trabajar en el número con un profesor particular de canto y baile, y alquiló su propio estudio para ensayar.  La actuación consistió en una recreación plano a plano de la coreografía original. «Sweet Transvestite» contó con Riley como voz principal, y «Touch-a, Touch-a, Touch-a, Touch Me» con Mays, en su primera actuación principal desde «I Could Have Danced All Night» en la primera temporada. El episodio terminó con una interpretación en grupo de «Time Warp».

### Comentarios
Las actuaciones musicales del episodio suscitaron comentarios encontrados, especialmente «Time Warp». Stack calificó todas las canciones con un notable o más, y a «Time Warp» le dio la nota más alta, un sobresaliente. Semigran también elogió el número, y elogió las actuaciones de Morris, Monteith, Agron y, en particular, Colfer, quien, escribió, «parecía y sonaba tan bien, que juraría que estaba viendo el Rocky Horror Picture Show original». En una crítica generalmente negativa del episodio, Reiter comentó que, a pesar de su insatisfacción, se encontró cantando «Time Warp» con un «entusiasmo desconcertante» y se sintió «nostálgicamente transportada en contra de su buen juicio». Por el contrario, VanDerWerff declaró que habría aumentado su crítica del episodio de una «F» a una “D” si «Time Warp» hubiera sido mejor, ya que «nunca había visto una versión con tan poca vida». Zoller Seitz también la calificó como «muy posiblemente la interpretación más débil y sin inspiración» que había visto nunca, y criticó que se dejara de lado a Colfer en favor de Monteith.
Semigran dijo que la canción «Dammit Janet» fue «enérgica y acertada», y Benigno la calificó con un “sobresaliente”, aunque observó que era «dolorosamente obvio» que Michele y Monteith estaban haciendo playback. Futterman describió la actuación como «totalmente comprometida, extravagante al máximo y totalmente acertada». «Hot Patootie» suscitó elogios para Stamos: Stack la calificó con un sobresaliente y la comparó favorablemente con la actuación del actor en Full House, y Semigran recomendó que participara en una reposición de Broadway de The Rocky Horror Show.[45] Benigno escribió que su voz carecía del «aullido rock n' roll» de Meat Loaf, pero elogió su carisma y su baile, y calificó la actuación con un sobresaliente.
Los críticos discreparon sobre el papel de Mercedes como Frank. Semigran opinó que, al ser cantada por una mujer, «Sweet Transvestite» perdía su valor escandaloso. Raymund Flandez, de The Wall Street Journal, habría preferido al Puck de Salling en el papel, pero alabó la voz de Riley y escribió que su solo «nos despertó a todos del tímido ritmo». Benigno también disfrutó con el número y opinó que, aunque Mercedes carecía de la presencia escénica de Tim Curry, Riley hizo algo «completamente extraordinario» como Frank, con una actuación prácticamente impecable. Consideró que «Touch-a, Touch-a, Touch-a, Touch Me» era la mejor canción del episodio y la calificó de «A+». A pesar de que el episodio le pareció «abrupto, desigual [y] aséptico», Flandez opinó que esta actuación lo había salvado. Futterman comentó que tener a Emma en el papel de Janet era «ideal», pero que prefería la canción visualmente a la vocal. A Zoller Seitz no le gustó el cambio en la caracterización de Emma que propició el número, y aunque escribió que «Mays estuvo tan encantadora que casi, casi lo salvó», en última instancia consideró que las «contorsiones motivacionales» eran insultantes para el público.

### Listas de éxitos
Glee: The Music, The Rocky Horror Show Glee, un extended play que incluye las siete canciones versionadas en el episodio, fue lanzado el 19 de octubre de 2010. La banda sonora debutó en el número seis de la lista Billboard 200 con 48 000 copias vendidas. Con ello marcó el peor debut en la lista y las ventas más bajas para un álbum del reparto de Glee en Estados Unidos, aunque es la posición más alta que un álbum sobre Rocky Horror ha ocupado. El EP alcanzó puestos menores en las listas de otros países: el número ocho en Australia, el diez en Canadá, el quince de Irlanda y el veintitrés en Reino Unido. «Time Warp» fue la única canción del EP que apareció en la lista estadounidense Billboard Hot 100 al alcanzar la posición de ochenta y nueve. En Irlanda registró su posición más alta a nivel internacional, donde llegó al número cuarenta y dos.